# Црква Усековања главе Светог Јована Крститеља у Лебану
Црква Усековања главе Светог Јована Крститеља са спомен костурницом налази се у Лебану, православни је храм који припада Епархији нишкој Српске православне цркве.
Према летопису, храм је „подигнут 1932. године од чврстог материјала (камена) на плацу усред Лебана на узвишеном платоу изнад главне улице”. Изнутра је живописана иконама из старога и новога завета са иконостасом од бетона. Освећен је 26. августа 1946. године, од Епископа нишког Јована у саслужењу протојереја и јереја. Храм је подигнут као спомен-костурница војницима који су изгинули у Балканским ратовима. Храм је подигнут иницијативом сенатора Милутина Драгојевића из Лебана, који је од краља Александра Карађорђевића издејствовао средства за изградњу. Храм је живописао уметник Сима Николић из Битоља.
Године 1935. на храму је дозидан звоник.